# 명신대학교 축구부
명신대학교 축구부(영어: Myungshin University  Football Club)는 대한민국 전라남도 순천시에 위치한 대학교 축구부이다. 명신대학교에서 운영했던 대학 축구부이며, 2002년에 창단됐었다.

## 참고 문헌
- “KFA 통합경기정보 시스템”. 대한축구협회.

## 같이 보기
- 명신대학교